# ディスティラリー地区
ディスティラリー地区（英語：The distillery historic district）は、カナダオンタリオ州トロントにある、ウイスキーの醸造所の跡地を再開発した歴史地区。トロントで人気のショッピングエリア、ならびに観光名所として知られる。1988年には、カナダ国定史跡として指定された。

## 概要
ウイスキー醸造所として、1837年の開設以来150年以上の歴史を持っていた。

## アクセス
CNタワー・ハーバーフロントセンターなど市内の主要観光名所から徒歩10分以内。